# Chiesa di San Leonardo (Mantova)
La chiesa di San Leonardo abate è tra le chiese più antiche della città di Mantova. Si affaccia sulla omonima piazza all'interno dell'antico quartiere del Corno, così chiamato per la forma che assumeva nell'innestarsi nel Lago di Mezzo; l'attuale denominazione del quartiere è derivata dalla chiesa stessa.

## Storia e descrizione
L'anno di edificazione più probabile è il 568, Matteucci scrive che secondo alcuni risalirebbe al 494. Fu ristrutturata una prima volta nel 750. Nel 895 un incendio distrusse la cattedrale di Mantova. L'incendio della Cattedrale è un fatto storico certo attestato da documenti di poco posteriori. Sull'ubicazione della cattedrale però, non ci sono certezze. L'interpretazione attuale è che la cattedrale sorgesse sul sito dell'attuale duomo. L'associazione della sede vescovile con la chiesa di San Leonardo derivava da un diploma del 1133 mal interpretato e forse anche falso, quindi la ricostruzione di San Leonardo nell'895 potrebbe non essere mai avvenuta. Certa è invece la ricostruzione del 1155 da parte dei monaci benedettini di San Ruffino, che l'avevano ricevuta in dono nel 1154 dal vescovo Garsendonio, a questo periodo risale il campanile.
Luigi Gonzaga scelse San Leonardo per celebrare, ogni 16 agosto, la ricorrenza della cacciata dei Bonacolsi (e dell'ascesa dei Gonzaga). Un ulteriore rifacimento nel 1605 ad opera di Giambattista Possevino. Nel 1795 prende l'attuale forma neoclassica dovuta alla ricostruzione su progetto dell'architetto Giovanni Battista Marconi. Ampliata e restaurata nuovamente nel 1830 e nel 1850. L'ultimo restauro nel 1947 per riparare i danni subiti durante i bombardamenti. I crolli provocati dalle bombe rivelarono le tracce dello stile romanico della chiesa e del tardo gotico della cappella di San Gottardo che venne edificata probabilmente tra il 1459 e il 1466. L'intervento portò alla demolizione dell'altare ottocentesco, e la cappella fu riportata alle sue dimensioni originali (era stata ampliata nel 1851).
Nella cappella di San Gottardo è visibile un affresco di inizio Cinquecento attribuito a Lorenzo Costa il Vecchio, Il Redentore e profeti. Vi sono conservate anche una grande tela attribuita a Lorenzo Costa il Giovane, La predica del Battista, collocabile temporalmente tra il 1566 e il 1570, e una tela di Ippolito Andreasi, Giudizio universale.